# Michael Toch
Michael Toch (geboren 10. Mai 1946 in London) ist ein israelischer Historiker für mittelalterliche Geschichte.
Michael Toch ist ein Sohn des österreichischen Schriftstellers Josef Toch und von Ruth Wengraf (1918–1985). Seine Familie kehrte 1948 aus der Emigration nach Wien zurück. Dort besuchte Toch die Volksschule und das Gymnasium. 1964 siedelte er nach Israel über.

Von 1965 bis 1969 absolvierte er den Militärdienst. Von 1969 bis 1975 studierte er Geschichte, Philosophie und Soziologie an der Hebräischen Universität Jerusalem. Von 1975 bis 1978 studierte er mit einem Promotionsstipendium des DAAD an der Universität Erlangen. Dort wurde er 1978 mit einer Arbeit über die Nürnberger Mittelschichten im 15. Jahrhundert promoviert. Anschließend war er Assistent an der Hebräischen Universität Jerusalem. 1984 erfolgte dort die Habilitation. 1985/86 war er Humboldt-Forschungsstipendiat bei den Monumenta Germaniae Historica in München. Seit 1992 lehrt Toch wieder dauerhaft an der Hebräischen Universität Jerusalem, seit 1992 als Associate Professor und seit 1998 als Full Professor für mittelalterliche Geschichte. Toch nahm Gastprofessuren in Deutschland, England und den USA wahr. Im Kollegjahr 2004/2005 war er Forschungsstipendiat am Historischen Kolleg München.
Toch gilt als einer der führenden Vertreter der mittelalterlichen Wirtschafts- und Sozialgeschichte. Seine Forschungsschwerpunkte sind die Geschichte der Juden des Mittelalters und der frühen Neuzeit in Deutschland und Europa, soziale und wirtschaftliche Geschichte des mittelalterlichen Deutschlands, die Geschichte der Bauern und der Landwirtschaft, die Geschichte der Technologie und Kommunikation. Toch veröffentlichte 1998 im Rahmen der Enzyklopädie deutscher Geschichte eine Darstellung über die mittelalterliche Geschichte der Juden Deutschlands. Im Jahr 2013 legte Toch nach mehr als zwei Jahrzehnten Forschungsarbeit ein Standardwerk über die jüdische Geschichte und vor allem über die vergleichende Wirtschafts- und Sozialgeschichte des Mittelalters vor (The Economic History of European Jews. Late Antiquity and Early Middle Ages). Er vertrat die These von der geringen Bedeutung der frühmittelalterlichen Juden für die europäische Wirtschaft.

## Schriften (Auswahl)
Monographien
- The Economic History of European Jews. Late Antiquity and Early Middle Ages (= Études sur le judaïsme médiéval. Band 56). Brill, Leiden u. a. 2013, ISBN 978-900-423-534-2.
- Die Juden im mittelalterlichen Reich (= Enzyklopädie deutscher Geschichte. Band 44). Oldenbourg, München 1998, ISBN 3-486-55053-5; 3., um einen Nachtrag erweiterte Auflage. De Gruyter-Oldenbourg, München 2013, ISBN 978-3-486-71908-6.
- Die Nürnberger Mittelschichten im 15. Jahrhundert (= Nürnberger Werkstücke zur Stadt- und Landesgeschichte. Schriftenreihe des Stadtarchivs Nürnberg. Band 26). Stadtarchiv, Nürnberg 1978, ISBN 3-87432-059-6.

Herausgeberschaften
- Wirtschaftsgeschichte der mittelalterlichen Juden. Fragen und Einschätzungen  (= Schriften des Historischen Kollegs. Band 71). Oldenbourg, München 2008, ISBN 978-3-486-58670-1 (Digitalisat) (Rezension).
- Peasants and Jews in medieval Germany. Studies in cultural, social and economic history (= Variorum collected studies series. Band 757). Ashgate Variorum, Aldershot u. a. 2003, ISBN 0-86078-896-2.
- Die ältesten Rechnungsbücher des Klosters Scheyern 1339–1363. Beck, München 2000, ISBN 3-406-10406-1.